# Physalis subrepens
Physalis subrepens är en potatisväxtart som beskrevs av Umaldy Theodore Waterfall. Physalis subrepens ingår i släktet lyktörter, och familjen potatisväxter. Inga underarter finns listade i Catalogue of Life.